# علوم الأرض ناسا

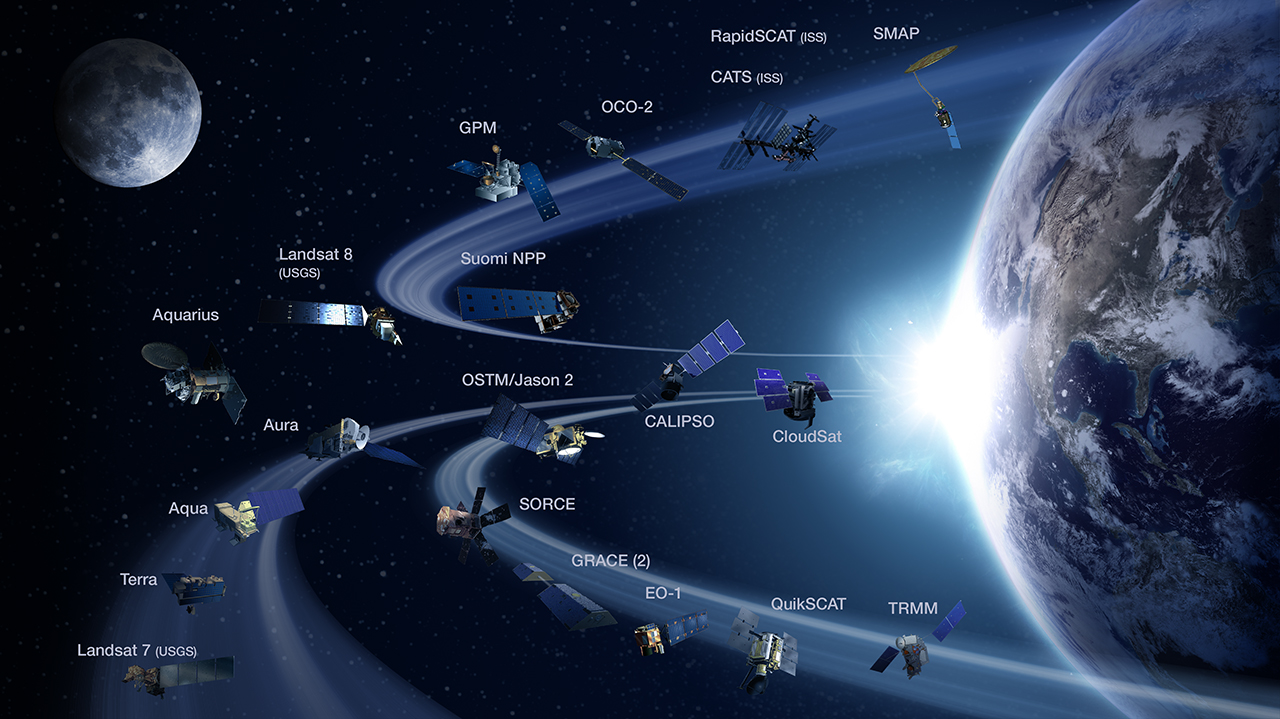
عمل فني من وكالة ناسة

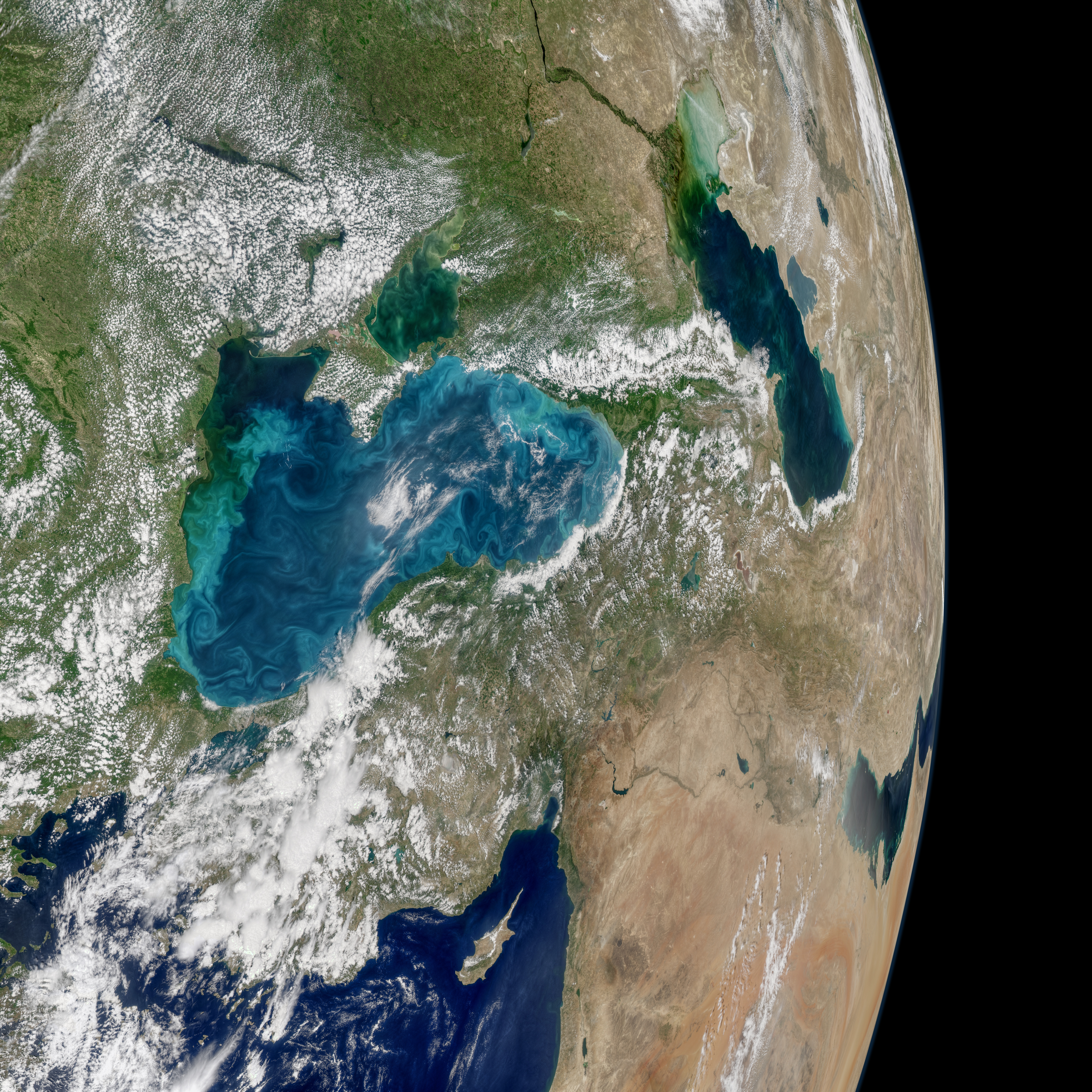
تُظهر صورة القمر الصناعي من MODIS-Aqua (مايو 2017) سطح الأرض بما في ذلك السحب والغابات والجزر والصحاري والبحر الأبيض المتوسط الأزرق العميق ودوامات من العوالق النباتية في البحر الأسود وبحر قزوين والخليج العربي.

علوم الأرض ناسا (بالإنجليزية: NASA Earth Science)، التي كانت تُعرف سابقًا باسم مؤسسة علوم الأرض ناسا، هو برنامج بحثي تابع لوكالة ناسا لتطوير الفهم العلمي لنظام الأرض واستجابته للطبيعة والبشر والتغييرات المستحثة لتمكين التنبؤ المحسّن بالمناخ والطقس والأخطار الطبيعية للأجيال الحالية والمقبلة.